# Apalis rufogularis
El apalis gorgirrufo (Apalis rufogularis) es una especie de ave paseriforme de la familia Cisticolidae propia de África central.